# Northiella haematogaster
Northiella haematogaster là một loài chim trong họ Psittacidae.